# Раки (село)
Раки́ —  село в Україні, у Попівській сільській громаді Конотопського району Сумської області. Населення становить 276 осіб. До 2020 орган місцевого самоврядування — Кузьківська сільська рада.

## Географія
Село Раки розташоване на правому березі річки Єзуч, на протилежному березі та вище за течією примикає місто Конотоп, нижче за течією на відстані 2 км розташоване село Сарнавщина.
По селу тече струмок, що пересихає із заґатою.

## Історія
- Село постраждало внаслідок геноциду українського народу, проведеного окупаційним урядом СССР 1923-1933 та 1946-1947 роках.

## Населення

### Мова
Розподіл населення за рідною мовою за даними :
| Мова       | Кількість | Відсоток |
| ---------- | --------- | -------- |
| українська | 273       | 98.91%   |
| російська  | 3         | 1.09%    |
| Усього     | 276       | 100%     |

## Відомі люди
У селі народився Руденко Петро Іванович (1919 — † 1942) — Герой Радянського Союзу.